# Andrea Verona
Andrea Verona   (Thiene, 22 d'abril de 1999) és un pilot d'enduro italià que ha estat set vegades Campió del Món entre el 2017 i el 2024 (una en categoria Youth, una altra en EJ, tres en E1, una en E2 i una en l'absoluta, EnduroGP). Al llarg de la seva carrera ha obtingut també tres victòries per equips als Sis Dies Internacionals (una al trofeu de Clubs per Nacions, una altra al Junior Trophy i una altra al World Trophy), dues copes del món i deu campionats d'Itàlia.

## Palmarès
Font:
- 7 Campionats del món:
  - 1 Youth (2017)
  - 1 Junior (2019)
  - 3 Enduro 1 (2020-2022)
  - 1 Enduro 2 (2024)
  - 1 EnduroGP (2022)
- 2 Copes del món EJ1 (2018-2019)
- 3 Victòries per equips als ISDE:
  - 1 de Clubs per Nacions (2016)
  - 1 al Junior World Trophy (2018)
  - 1 al World Trophy (2021)
- 10 Campionats d'Itàlia:
  - 2 de Minienduro (2012-2013)
  - 2 Under 23 (2014-2015)
  - 1 Youth (2017)
  - 1 Junior (2019)
  - 1 250cc 4T (2022)
  - 1 Absolut (2022)
  - 2 450cc (2023-2024)